# El mercado Testaccio
El mercado Testaccio è un singolo del gruppo musicale cileno Inti-Illimani, pubblicato nel 1981 ed estratto dall'album Palimpsesto.

## Descrizione
Il singolo, uno tra i più popolari del gruppo cileno, è stato pubblicato in molteplici edizioni con differenti b side nel corso degli anni.
I due brani contenuti nell'edizione italiana della EMI, sono entrambi legati all'Italia: il primo è dedicato a un mercato rionale romano, il secondo, scritto e cantato da uno dei componenti del gruppo in italiano, rimanda alla loro vita in esilio a Roma.
El mercado Testaccio è stato usato come sigla del programma televisivo In viaggio intorno al mondo. Il brano è conosciuto anche con il titolo italiano Il mercato di Testaccio, utilizzato nell'album Imaginación del 1984 e nell'album dal vivo Viva Italia - 30 años en vivo del 2003.

## Tracce
7" EMI 1981, Italia
1. El mercado Testaccio (Horacio Salinas)
2. Una finestra aperta (José Seves, Horacio Salinas)

7" Movieplay 1982, Spagna
1. El mercado Testaccio (Horacio Salinas)
2. Palimpsesto (Horacio Salinas, Patricio Manns)

7" Pläne Records 1983, Germania Ovest
1. El mercado Testaccio (Horacio Salinas)
2. La fiesta de la Tirana (folklore cileno, elaborazione Inti-Illimani)